# Lathys insulana
Lathys insulana là một loài nhện trong họ Dictynidae.
Loài này thuộc chi Lathys. Lathys insulana được Hirotsugu Ono miêu tả năm 2003.